# Pseudoderopeltis bicolor
Pseudoderopeltis bicolor es una especie de cucaracha del género Pseudoderopeltis, familia Blattidae.

## Distribución
Esta especie se encuentra en KwaZulu-Natal, provincia Cabo del Norte, provincia del Cabo Occidental y provincia del Cabo Oriental.